# Home and Away
Home and Away je australská televizní mýdlová opera, kterou vytvořil Alan Bateman a kterou od 17. ledna 1988 vysílá stanice Seven Network. Jedná se o druhou nejdéle vysílanou televizní mýdlovou operu v Austrálii. V roce 2020 byla uváděna od pondělí do čtvrtka v 19:00.